# Jan Sedláček (architekt, 1848)
Jan Sedláček (9. února 1848 Napajedla – 31. srpna 1916 Český Krumlov) byl český architekt a spisovatel. Byl dvorním schwarzenberským stavebním radou.

## Stavby

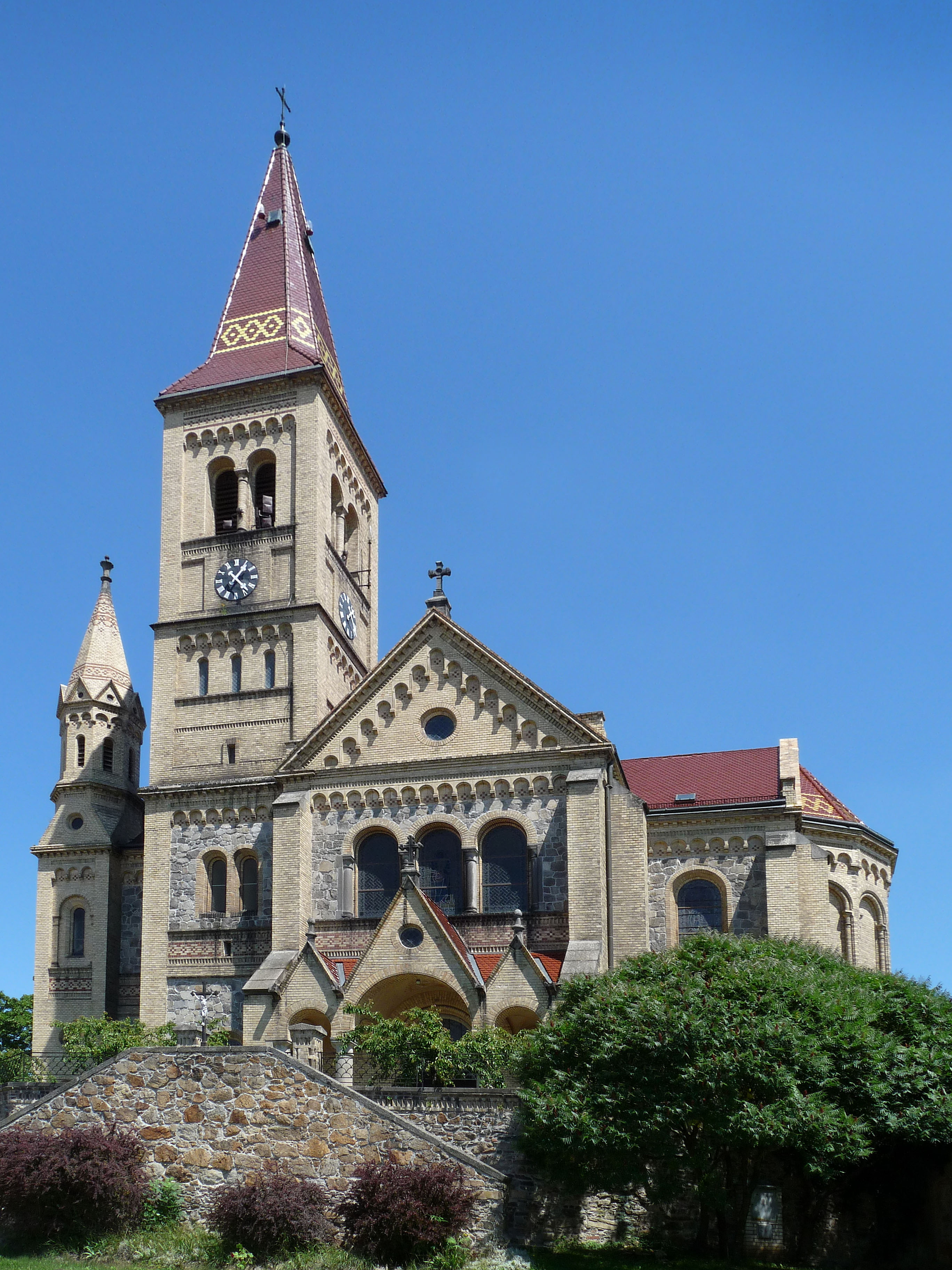
Kostel svatých Petra a Pavla v Hosíně.

- 1889–1890 kostel sv. Mikuláše ve Vacově[3]
- 1895–1898 Hospodářský dvůr Vondrov[4]
- 1899–1900 novorománský kostel svatého Petra a Pavla, Hosín[5]
- 1908–1909 secesní kaple sv. Prokopa, Zborov

## Spisy
V rámci edice Soupis památek historických a uměleckých v království Českém provedl ve spolupráci s Františkem Marešem soupisy okresů:
- 1900 Třeboň dostupné on-line Archivováno 29. 11. 2014 na Wayback Machine.
- 1913 Prachatice dostupné on-line Archivováno 27. 11. 2014 na Wayback Machine., v roce 1995 vyšlo jako fotoreprint ISBN 80-238-0141-4
- 1918 Krumlov I. Okres
- 2018 MAREŠ, František; SEDLÁČEK, Jan. Soupis památek historických a uměleckých v politickém okresu českokrumlovském. Díl II: Město Český Krumlov Svazek 1-3. Inventar der Historischen Bau- und Kunstdenkmäler im politischen Bezirk Böhmisch Krumau. Teil II: Stadt Böhmisch Krumau Bau 1-3. Ilustrace Josef Seidel, Josef Wolf. Praha: Ústav dějin umění AV ČR, 2018. 956 s. ISBN 9788086890067. (česky, německy)